# Mohammed Saleh (football)
Mohammed Saleh, né le 18 juillet 1993 à Gaza en Palestine, est un footballeur international palestinien qui joue au poste de défenseur central.

## Biographie

### En club
Mohammed Saleh joue avec Ahli Al-Khaleel, avant de rejoindre le 1 juillet 2018 le Floriana FC à Malte pour un contrat d'un an.

### En selection
Salah participe avec l'équipe de Palestine à la Coupe d'Asie 2019 aux Émirats arabes unis.

## Palmarès
Ahli Al-Khaleel
- Vainqueur de la Coupe de Palestine en 2017